# Giochi di abilità
I giochi di abilità (in lingua inglese game of skill), sono dei giochi in cui sono richieste da una persona una o più abilità particolari.
Il legislatore italiano ha voluto definire un insieme di giochi caratterizzati dalla maggiore prevalenza dell'abilità rispetto alla fortuna. Gli skill games possono essere praticati solo su siti on line gestiti da soggetti concessionari dei Monopoli e permettono in tutta legalità di giocare a denaro vero. Le vincite sono esentasse.
Il mercato degli skill games è stato stimato in oltre 400 milioni di euro di giocato per l'anno solare 2009. Le ultime proiezioni, sulla base di quanto avvenuto negli ultimi mesi del 2008, vedono la possibilità di superare la soglia di oltre 1 miliardo di euro per l'anno venturo. Infatti ad ottobre 2008 si è superato il tetto dei 40 milioni di euro, mentre a novembre la crescita è stata di un ulteriore 40% rispetto al mese precedente, superando quota 70 milioni.

## Iter legislativo

### Primo passo: il Decreto Bersani
Nel 2006 viene emanato un decreto legge che segna il primo passo verso la legalizzazione degli skill games. Si tratta del Decreto Bersani numero 223 del 2006, convertito nella Legge 248 del 2006 e successive modifiche. L'articolo 38 prevede la regolamentazione, con atti normativi successivi, dei “giochi di abilità a distanza con vincita in denaro, nei quali il risultato dipende, in misura prevalente rispetto all'elemento aleatorio, dall'abilità dei giocatori”. Cerchiamo di chiarire il significato di queste due righe.
Per prima cosa, prevedere la regolamentazione di questi giochi significa stabilire che i giochi che rispetteranno le regole fissate saranno legali. Ma quali sono i giochi legalizzati in particolare? Vediamo quali sono le caratteristiche richieste dalla norma.
Sono legalizzati i giochi “a distanza”, quindi parliamo di giochi svolti on line, non live.
Sono legalizzati i giochi con premi in denaro.
Il risultato deve dipendere in misura prevalente dall'abilità. Quindi la componente “fortuna” (che la norma chiama “elemento aleatorio”) può essere presente, ma l'abilità del giocatore deve contare di più rispetto alla fortuna per determinare il risultato finale. Per questo sono stati definiti skill games, cioè giochi di abilità. Ma quali sono, allora, questi giochi di abilità legalizzati? La norma non offre un elenco, solo questa definizione. Infatti, come vedremo, i concessionari devono sottoporre ai Monopoli delle proposte di giochi e i Monopoli verificano di volta in volta la corrispondenza del gioco alle caratteristiche richieste. In realtà, all'indomani dell'emanazione del Decreto Bersani tutti hanno interpretato la definizione degli skill games come inclusiva del Texas Hold’Em e di tutte le sue varianti, ma la norma non lo nomina esplicitamente, come non nomina alcun gioco in particolare. In via interpretativa si può ragionevolmente sostenere che tra gli skill games rientrano – tra gli altri – la Dama, gli Scacchi, il Bridge (gioco), e il Poker. A conferma di tale interpretazione, come vedremo, l'Amministrazione Autonoma dei Monopoli di Stato (AAMS) ha autorizzato i concessionari ad esercitare il gioco del Texas Hold’Em.
Lo stesso articolo 38 del Decreto Bersani stabilisce che lo Stato affidi l'esercizio dei giochi pubblici a dei concessionari. Dunque, solamente i concessionari possono offrire gli skill games. Questo implica che le Poker Room sono gestite da società che hanno fornito adeguate garanzie in forma di fideiussioni per ottenere la concessione ed hanno superato il vaglio dello Stato, che continuerà ad effettuare un costante monitoraggio. In tal modo si viene incontro ad alcuni timori e diffidenze che potrebbero insorgere negli utenti, offrendo maggiore sicurezza.
Come abbiamo detto, il Decreto Bersani offre la definizione dei giochi legalizzati, rimandando ad atti normativi successivi l'effettiva disciplina. Ciò significa che era necessaria l'emanazione del regolamento richiesto per legalizzare davvero questi giochi.

### 2007: Emanazione del regolamento
Il 17 settembre 2007 viene emanato il regolamento del Ministro dell'Economia e delle Finanze, che specifica quali siano i giochi che i concessionari pubblici possono offrire agli utenti. Vediamo dunque quali requisiti sono richiesti affinché un gioco di abilità (e quindi anche il Texas Hold’Em) sia legale.
Partiamo dalle modalità di gioco: ne sono ammesse due, il solitario e il torneo. In particolare, deve trattarsi di freeze out, in quanto il buy-in deve essere predeterminato fin dall'inizio e deve essere un importo fisso. Dunque, il cash game per ora rimane illegale in ogni caso, nemmeno i concessionari possono offrirlo, anche se non è escluso che in futuro verrà legalizzata anche tale forma di gioco.
Il buy-in deve essere compreso tra 0.50 euro e l'importo massimo di 100 euro. Al montepremi deve essere destinato almeno l'80% dei soldi raccolti.
Infine, non è un requisito ma è pur sempre un elemento importante, l'imposta è unica, stabilita nel 3% della raccolta, da pagare da parte del concessionario. Facciamo un esempio molto semplice per chiarire: un torneo con buy-in da 10 euro. Vi partecipano 100 giocatori, quindi la raccolta totale è di 1.000 euro. I Monopoli riceveranno a titolo di imposta dal concessionario 30 euro (il 3% di 1.000). Al concessionario rimangono 970 euro di cui almeno 800 devono essere destinati al montepremi, cioè distribuiti ai vincitori.
Il rispetto di questi requisiti fondamentali, tuttavia, non è sufficiente. Infatti, come abbiamo anticipato, il gioco deve essere qualificato di abilità. A tal fine, il concessionario deve inoltrare un'istanza all'Amministrazione Autonoma Monopoli di Stato (AAMS), in cui spiega lo svolgimento del gioco. L'AAMS, sulla base del progetto, corredato di una promo del gioco in modo da poter vagliare anche la sicurezza del software, decide se autorizzare tale gioco. Dunque, i giochi legalizzati non sono un elenco chiuso già definito e predisposto, bensì sono un elenco aperto. In siffatto elenco abbiamo oggi la certezza che rientri anche il Texas Hold'Em, in quanto AAMS ha autorizzato vari concessionari ad offrire questo gioco.
Ricapitolando, sono legalizzati quei giochi con le seguenti caratteristiche:
1. l'abilità svolge un ruolo predominante rispetto alla fortuna;
2. autorizzati dall'AAMS quali skill games;
3. con buy-in massimo di 100 euro;
4. svolti nella formula del torneo o del solitario;
5. almeno l'80% della raccolta è destinata al montepremi.

Partecipare a skill games offerti da soggetti privi della qualifica di concessionari dello Stato italiano è un reato.

### 2019: Decreto Dignità
Con l'entrata in vigore del decreto dignità, voluto fortemente da Luigi Di Maio e dal Movimento 5 Stelle, diventa illegale ogni forma di pubblicità esplicita relativa ai giochi di abilità con vincente in denaro. Spariscono quindi le sponsorizzazioni nel mondo del calcio e dei principali sport, sostituite da generici portali di notizie sportive che offrono le repliche dei match, così come tutte le regole legate ai bonus (di benvenuto o generici) che ora dovranno passare al vaglio dell'autorità competente (ADM, ex Amms).
Nel rispetto della normativa vigente, inoltre, ogni azienda che vuole operare nel settore dell'azzardo dovrà preventivamente chiedere la licenza di gioco per poi sottoporsi ad un periodo di test anonimi al fine di verificare l'effettivo funzionamento della sala giochi e tutelare gli utenti contro ogni forma di pubblicità aggressiva.

## Collegamento informatico
Oltre al rispetto di tutte le specifiche sopra esaminate, i concessionari devono anche predisporre una rete per il collegamento ad AAMS. Infatti, le piattaforme di gioco (che nel nostro caso sarebbero le Poker Room) devono essere collegate al sistema informatico dei Monopoli, così l'AAMS può effettuare un continuo monitoraggio sulla mole di gioco sviluppata dalla piattaforma e prelevare l'imposta. Infatti, lo Stato incassa l'imposta unica dal concessionario sulla raccolta. Tornando all'esempio del torneo di Texas Hold'Em esposto poco sopra, abbiamo visto che AAMS preleva l'imposta sulla raccolta totale, cioè sul numero di iscritti ad un torneo, mentre non assume rilevanza chi vince quel torneo.
Dunque il concessionario deve interfacciarsi con i Monopoli, attraverso un service provider (qualora non lo sia egli stesso). A tal fine, l'AAMS ha emanato dei provvedimenti contenenti i protocolli di comunicazione, che permettono il colloquio del sistema di elaborazione del concessionario con il sistema centralizzato.
Oggi anche in Italia tutti possono giocare da casa nella completa sicurezza, senza commettere un'illegalità, nella tranquillità di sapere i software certificati da un Ente Pubblico, e con la possibilità di giocare ed esigere le vincite.
Infatti, il 2 settembre 2008 è stata lanciata la prima Poker Room legale in Italia, Gioco Digitale, alla quale altre si sono aggiunte nel giro di poco tempo.
Per un elenco completo dei concessionari autorizzati agli skill games si rimanda alla pagina relativa del sito istituzionale dei Monopoli di Stato. In particolare, all'interno degli skill games, si stima che il Texas Hold'Em andrà a coprire oltre il 90% della raccolta totale.